# Bratři Prášilové a spol.
Bratři Prášilové a spol. byla mostárna, kotlárna a strojírna v pražské Libni. Podílela se na např. na stavbě Petřínské rozhledny nebo Staroměstské tržnice.

## Historie
V roce 1886 byla v rámci První Českomoravské založena mostárna. Nabídku na pozici vrchního technika přijal František Prášil. V roce 1894 se osamostatnil a založil vlastní továrnu. František Prášil měl patentovány vynálezy nýtovacího stroje, konstrukce přenosného mostu a segmentovou konstrukci jezu. Mostárna fungovala i po smrti zakladatele v roce 1917 až do druhé světové války, po roce 1945 již obnovena nebyla. Budovu mostárny později využívala ČKD Lokomotivka.

## Realizované projekty
- Petřínská rozhledna Praha
- Staroměstská tržnice Praha
- Průmyslový palác Praha

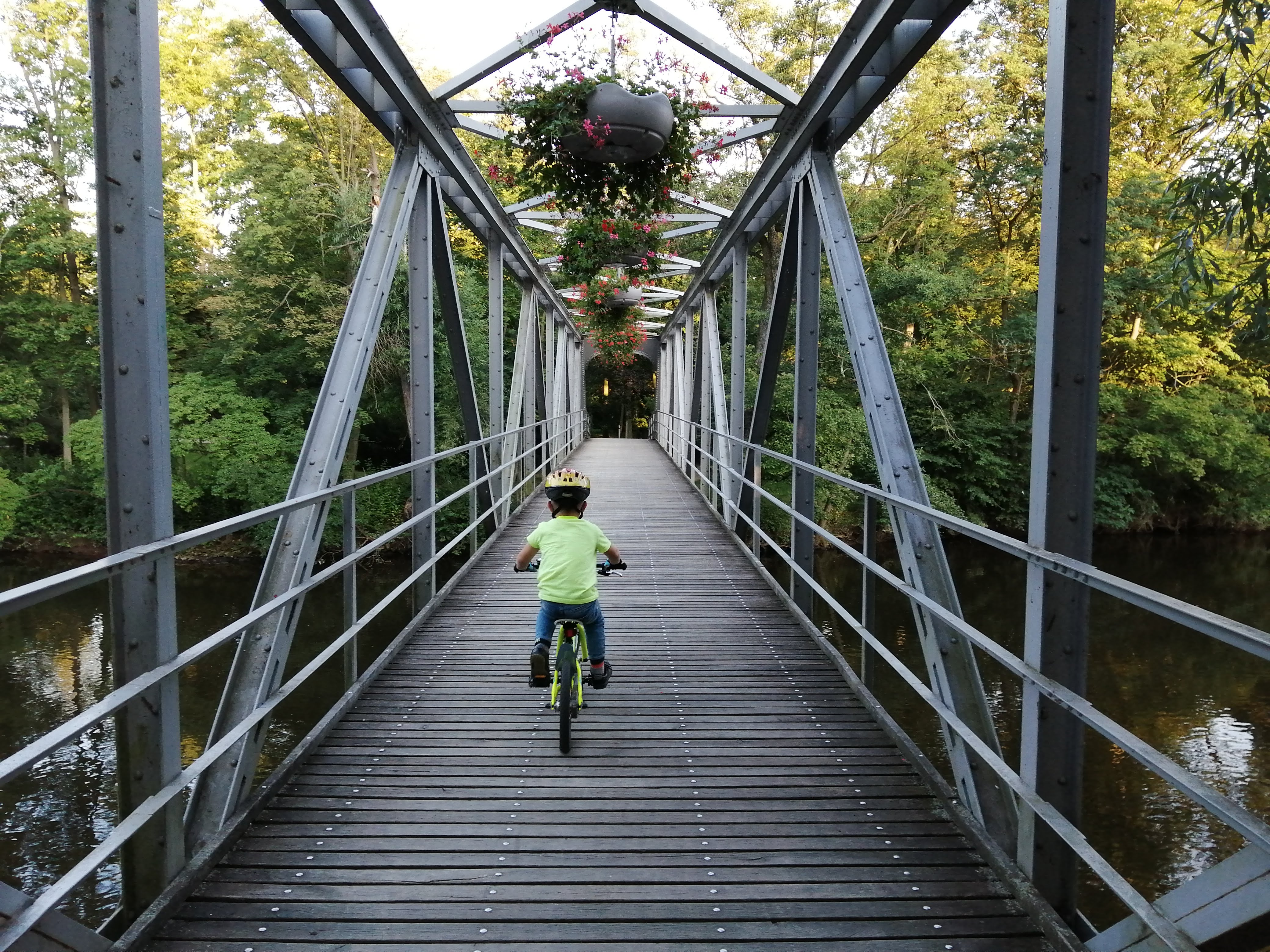
Most v Lounech vytvořený firmou Bratři Prášilové a spol.

- Zdymadlo a vodní elektrárna v Poděbradech
- Vyšehradský železniční most
- Lávka pro pěší v Masarykových sadech v Lounech